# Бозджалы, Сабиха
Сабиха Рюштю Бозджалы (1904—1998) — турецкая художница. Первая женщина-иллюстратор Турции.

## Биография
Родилась в 1904 году в богатой семье. Отец Сабихи был адмиралом, два её деда занимали министерские посты.
Рисовать начала в 5 лет. Искусству рисования её обучал Али Сами Бояр. В возрасте 15 лет была отправлена на учёбу за границу. В 1928-29 годах училась в стамбульской академии изящных искусств.
В 1938-43 годах принимала участие в правительственной программе, целью которой являлось запечатление модернизации Турции, в 1939 году в рамках этой программы посетила Зонгулдак.
После 1953 года работала иллюстратором для различных изданий, среди них были «Milliyet», «Yeni Sabah», «Hergün», «Havadis», «Cumhuriyet» и «Tercüman». Также её работы использовались для иллюстрации различных изданий, среди которых были написанная Решатом Экремом Кочу «Энциклопедия Стамбула», а также произведения Незихе Араз, Джахит Учук, и Рефии Джевада Улуная.
Рисовала портреты, натюрморты и пейзажи. Поль Синьяк оценивал Сабиху Бозджалы так: «талантлива, обладает восприимчивостью, необходимой художнику, и полностью посвящает себя тяжёлым условиям работы художника».